# نقض حقوق زرتشتیان در جمهوری اسلامی ایران
حقوق شمار چشمگیری از زرتشتیان ایران توسط نظام جمهوری اسلامی ایران نقض شده‌است زیرا حقوق اقلیتهای دینی در قوانین ایران، تا پیش از پیروزی انقلاب مشروطه در ۱۲۸۵ش، وضعِ حقوقی اقلیت‌های دینی، همچون سایر مردم، بیشتر تابع مشی سیاسی حکومتها، منش فردی پادشاهان و امرای محلی و برخی آرای عالمان مسلمان و غیرمسلمان بود.

## پیشینهٔ نقض حقوق زرتشتیان

### دوره خلیفه‌های عرب مسلمان
کیش زرتشتی (همانند بهائیت) موروثی نیست و فرزندان زرتشتیان اگر پس از ۱۵ سالگی، دین زرتشتی را برگزینند، با برگزاری جشن سدره‌پوشی زرتشتی می‌شوند. بسیاری از زرتشتیان در طی چند قرن و در پی فشارها و محدودیت‌هایی اجتماعی و اقتصادی… حکومت‌های اسلامی، دینشان را کنار گذاشته و مسلمان می‌شوند.
بر اثر سده‌ها جزیه گرفتن حکومت‌های اسلامی، وضعیت زندگی زرتشتیان چنان وخیم شد که پارسیان هند (ایرانیان زرتشتی‌ای که پس از حمله اعراب به ایران به هندوستان مهاجرت کرده بودند) به همکیشان خود در ایران کمک کرده و برای آن‌ها مدرسه و بیمارستان ساختند.
به گفته ریچارد فولتس، زرتشتیان ایران همواره مورد آزار مسلمانان قرار داشته‌اند به گونه‌ای که آن‌ها را ناچار کرده‌بودند تا لباس جداگانه‌ای بپوشند تا بتوان آن‌ها را از دیگران تشخیص داد. به زرتشتیان، مانند اقلیت‌های دیگر و بر خلاف مسلمانان (به ویژه عرب) اجازه سوار شدن بر اسب داده نمی‌شد؛ زیرا اسب‌سواری نشانه ثروت و اشرافیت بود و بلکه فقط می‌توانستند بر خر، سوار شوند.

### دوره صفویه و افغان‌ها
صفویان در دوره خود، زرتشتیان را (مانند ایرانیان نامسلمان دیگر) مجبور به مسلمان شدن می‌کردند که پس از حمله افغان‌ها به ایران این روند شدت گرفت.

### دوره پهلوی
زرتشتیان در دوره پهلوی از حقوق انسانی و احترام برخوردار بودند.
یکی از مهم‌ترین دستاوردهای حکومت پهلوی، جلوگیری از نقض حقوق غیرمسلمانان در ایران بود.

## نقض حقوق زرتشتیان توسط جمهوری اسلامی
زرتشتی‌ها مانند اقلیت‌های دیگر از سوی حکومت جمهوری اسلامی به گونه سازمان‌یافته آزار می‌بینند.
خمینی، دین زرتشت را «فرقه‌ای کهنه» نامیده و پیروانش «آتش‌پرست مرتجع» و «گبر» خواند که چنین سخنانی باعث افزایش آزارها بر ضد زرتشتیان و نیز مصادره دارایی‌هایشان شد. مواردی ثبت شده‌است که زنان زرتشتی به صورت اجباری به عقد مردان مسلمان درآمدند و مجبور شدند تا علناً خود را مسلمان اعلام کنند. مهم‌تر از این، قوانینی وجود دارند که میان زرتشتیان و مسلمانان در زندگی روزمره فرق قائل می‌شوند که یادآور وضعیت زرتشتیان در دوران حکومت‌های اسلامی گذشته ایران است. مطابق قوانین موجود، اگر یک زرتشتی مسلمان شود، تمام ارث و میراث خانواده به او تعلق می‌گیرد. در صورتی که یک زرتشتی به صورت غیرعمد باعث مرگ یک مسلمان شود، با حکم اعدام مواجه می‌شود، اما اگر یک مسلمان با یک زرتشتی چنین کند، خطر مشابهی برای او وجود ندارد.
پس از گذشت ده‌ها سال از عمر حکومت جمهوری اسلامی، زرتشتیان هنوز هم بیم دارند که مانند گذشته، دارایی‌هایشان با قول‌نامه‌های ساختگی چپاول شود.
از سوی جمهوری اسلامی، زرتشتیان به انتقاد به اسلام، برپایی جشنواره‌های (پنهانی) رقص، برگزاری اردوهای مختلط دانشجویی، نشست‌های ایران‌پرستانه، سوءاستفاده از حس میهن‌پرستی مسلمانان ایران، ترویج گفتارهای زرتشت و نیز نشان فروهر، متهم شده‌اند.
به دلیل تبعیض حکومتی، بیکاری گسترده، باعث افزایش فقر، سوءتغذیه و نیز کاهش ازدواج و جمعیت زرتشتیان (و اقلیت‌های دیگر) شده‌است.

### اعدام و ترور
شماری از کنشگران زرتشتی از راه ترور کشته شدند؛ همچنان که برخی دیگر نیز در زندان اعدام گشتند که نام‌های برخی از آن‌ها چنین است:
1. آرش کسروی؛ یک موبد زرتشتی بود[۱۷] که با دو همراهش ربوده شده و دوربین مداربسته خانه‌اش نیز دزدیده می‌شود[۱۸] و پس از ۳ روز، پیکر هر سه‌شان در یکی از بیابان‌های ماهان[۱۹] پیدا می‌شود.[۲۰][۲۱] یکی از همراهان وی پرستار خانه بود و دیگری کسی بود که به دلیل وجود تهدیدهای جانی، از کسروی محافظت می‌کرد.[۱۸] کسروی به نقض حقوق شهروندی زرتشتیان در (جمهوری اسلامی) ایران انتقاد داشت و یکی از دلایل بارها تهدید شدن وی، پیگیری پرونده زمین‌های مصادره‌شده پدرش و نیز ده‌ها پرونده مربوط به دارایی‌های مصادره‌شده زرتشتیان دیگر بود.[۲۲] او یک موبد معمولی نبود؛ بلکه در تبلیغ دین زرتشتی فعال بود که چنین چیزی در جمهوری اسلامی می‌تواند مجازات مرگ داشته باشد.[۲۲]
2. کسری وفاداری؛ استاد دانشگاه نانتر (فرانسه)-که در برخی از منابع، از کسری وفاداری به عنوان پروفسور یاد شده[۲۳]-رئیس «انجمن زرتشتیان مقیم فرانسه» که برای درمان بیماری قلبی به پاریس رفته بود؛ ولی در مه ۲۰۰۵[۲۴] به دلیل انتقادهای صریح به حکومت جمهوری اسلامی و دین اسلام[۲۵] به دست برخی از مأموران سپاه پاسداران انقلاب اسلامی و جنگجویان پیشین در بوسنی و هرزگوین با ضربات متعدد کارد کشته می‌شود. وی پیش‌تر نیز به دلیل انتقادهایش تهدید[۲۶] و ربوده[۲۵] شده بود و به دلیل کنشگری‌های زرتشتی، تحت آزار قرار داشت.[۲۷]
3. رضا مظلومان («کوروش آریامنش»)؛ عضو سازمان درفش کاویانی که در فرانسه به دست برخی از مأموران جمهوری اسلامی ترور و کشته شد.
4. فریدون فلفلی؛ (یکی از دوستان کسرا وفاداری) که دارایی‌هایش در ایران از سوی جمهوری اسلامی مصادره شده[۲۸] و خودش نیز در فوریه ۲۰۰۵ در خانه خود در مادرید اسپانیا به دست برخی از مأموران امنیتی جمهوری اسلامی با ضربات متعدد چاقو[۲۹] ترور و کشته شد.
5. احمد فرزانه؛ یک دانش‌آموخته دانشگاهی و زرتشتی که در اکتبر ۱۹۹۵ اعدام شد.[۳۰]
6. جمشید رودکی؛ یکی از پایه‌گذاران انجمن زرتشتیان بود که در مارس ۲۰۰۵ به دست برخی مأموران امنیتی جمهوری اسلامی در شهر دوشنبه تاجیکستان با ضربات متعدد چاقو[۲۹] ترور و کشته شد.
7. منوچهر فرهنگی؛ یکی از کنشگران زرتشتی بود که (افزون بر مصادره دارایی‌ها و کتابخانه‌اش) در در شب یکم فروردین (نوروز) در شب یکم فروردین (نوروز) ۱۳۸۷ به دست یک زن و با چاقو و به دلیل نقدهای سیاسی‌اش به حکومت جمهوری اسلامی[۲۵] در مادرید (اسپانیا) ترور و کشته شد.

### احضار، بازداشت، شکنجه و زندان
«ما خلاف قانون بازداشت شدیم؛ زندگی خصوصی ما مورد تعرض و تجسس قرار گرفت؛ اتومبیل‌هایمان هنوز برگشت داده نشده‌است؛ اقلام شخصی ما و تمامی اسنادمان، اسناد مالکیت و از این قبیل، از خانه‌مان خارج شد و برگشت داده نشده‌است. آفرین، گالری هنری‌اش را از دست داده‌است و من همه چیزم را، از جمله، خانه و چند ارثیه‌ام را از دست داده‌ام. وجهه پاک ما خدشه‌دار شده‌است؛ قوانین بسیاری، نه تنها در طول بازجویی بلکه در محاکمه، زیر پا گذاشته شده‌است. من احتمالاً زودتر از ۷۰ سالگی از زندان اوین بیرون نخواهم رفت.» گفتاری از کارن وفاداری دربارهٔ خود و همسرش (آفرین نیساری) از زندان اوین

1. کارن وفاداری[۳۳] (برادر کسری وفاداری) و همسرش آفرین نیساری دو زندانی هستند[۳۴][۳۵][۳۶] که دارایی‌هایشان به دست سپاه پاسداران انقلاب اسلامی مصادره (فروخته) شد که کارن وفاداری در ۳۰ تیر ۱۳۹۵[۲۸]به ۲۷ سال حبس و ۱۲۴ ضربه شلاق[۳۷] و همسرش نیز پس از حمله مأموران به گالری وی و تخریب و توقیف آثار هنری‌اش[۳۸] به ۱۶ سال زندان محکوم شد.[۳۹] این زوج پس از گذراندن بیش از ۵ ماه حبس در سلول انفرادی به زندان اوین منتقل شدند.[۴۰] مشکل دیگر کارن وفاداری از دید حکومت جمهوری اسلامی ازدواجش با زن مسلمان است (که در اسلام ممنوع است).[۳۷] کارن وفاداری پس از محکوم شدن به زندان و نیز ضمن رد اتهامات وارده از سوی دادگاه انقلاب[۴۱] به همکیشان زرتشتی‌اش اعلام کرد که به ایران برنگردند؛ چون خطر از دست دادن دارایی‌ها و نیز ترک اجباری کشور، همواره وجود دارد.[۴۲]
2. در سال ۱۳۹۲ خورشیدی، گروهی از اعضای زرتشتی «بنیاد فرهنگی جمشید» بازجویی شدند.[۴۳]
3. در آذر ۱۳۹۰ چند تن از زرتشتیان توسط وزارت اطلاعات، بازجویی و تهدید شدند.[۴۴]

### مزاحمت و ممنوعیت فرهنگی، سیاسی، اجتماعی و اقتصادی
1. در دوره جمهوری اسلامی، نظامیان زرتشتی (مانند نظامیان بهائی، مسیحی و یهودی…) از ارتش اخراج شدند. بسیاری از پرسنل دیگر ارتش نیز وادار به پذیرش دین اسلام شدند؛[۴] هر چند ده‌ها سال تلاش حکومت جمهوری اسلامی برای اسلامی‌سازی ارتش، چندان مؤثر نبوده‌است.[۴]
2. دارایی‌های شمار قابل توجهی از زرتشتیان (از جمله، در یزد) به دست نظام جمهوری اسلامی مصادره شد و همین فشارها باعث گردید که آن‌ها به اجبار و به‌طور گسترده مهاجرت کنند.[۴۲][۴۵][۱۴]
3. در خرداد ماه ۱۳۹۲ و در پی فشارهای نهادهای امنیتی، کلاس‌ها و نشست‌های فرهنگی و مدنی «بنیاد فرهنگی جمشید» تعطیل شد.
4. برخی از زرتشتیان، توسط نظام جمهوری اسلامی، ممنوعِ خروج شده‌اند.[۱۲]
5. از سوی حکومت جمهوری اسلامی، همه کتاب‌ها، از جمله، نسخه‌های خطی و بعضاً منحصربه‌فرد کتابخانه منوچهر فرهنگی چپاول شده و نیز دارایی‌های فرهنگی و برادرانش مصادره گردید.[۴۶]
6. مهربان زرتشتی؛ یکی از زرتشتیانی که اموالش به دست نظام جمهوری اسلامی مصادره شد.[۴۲]
7. سپنتا نیکنام؛[۴۷][۱][۳۳]این نماینده زرتشتی به به دلیل مسلمان‌نبودن[۴۸][۴۹] و دخالت شورای نگهبان در انتخابات،[۵۰] تا مدتی[۵۱] از حضور در شورای شهر محروم شد.
8. کیخسرو شاهرخ؛ زرتشتی‌ای که دارایی‌هایش از سوی جمهوری اسلامی مصادره شد.[۴۲]
9. در سال ۱۳۷۵ یک شهروند زرتشتی به نام ماکار، هزینه ساخت یک پارک در یزد را به شرط نهاده شدن نامش بر آن پرداخت؛ ولی شهرداری، نام «پارک بزرگ شهر» را بر آن نهاد.
10. هرمز آرش؛ شهروندی زرتشتی که دارایی‌هایش توسط حکومت جمهوری اسلامی و به سود بنیاد مستضعفان انقلاب اسلامی مصادره شد.[۴۲]
11. چند تن از کنشگران زرتشتی «بنیاد فرهنگی جمشید» توسط برخی نیروهای امنیتی احضار و با توهین، بازجویی شدند و با تهدید از آن‌ها خواسته شد که رفت‌وآمدشان به مکان‌های زرتشتی را محدود کنند و گر نه، عواقبش با خود زرتشتیان خواهد بود.[۴۵]
12. محرومیت اقلیت‌های دینی، از جمله، زرتشتیان از شغل‌های (به ویژه) حکومتی[۵۲][۵۳][۵۴][۴۵] و نیز ممنوعیت اشتغال در مهدهای کودک.[۵۵][۵۲]
13. رستم گیو؛ یکی از زرتشتیانی که دارایی‌هایش به دست نظام جمهوری اسلامی و به نفع بنیاد مستضعفان انقلاب اسلامی مصادره شد.[۴۲]
14. یکی از دانشجویان به نام آرمیتی از سوی حراست دانشگاه به دلیل آویزان کردن تقویم زرتشتی در اتاقش به اخراج از خوابگاه و دانشگاه تهدید شد.[۱]
15. فریدون صداقت؛ شهروندی زرتشتی که دارایی‌هایش توسط حکومت جمهوری اسلامی مصادره شد.[۴۲]
16. زرتشتیان مانند اسلام‌ناباوران دیگر اجازه صحبت یا تبلیغ دربارهٔ دینشان را ندارند.[۵۴]

### آسیب به مراکز دینی
1. آتشکده (باستانی) کنار سیاه فیروزآباد (استان فارس) به انبار کاه، تبدیل شده‌است.[۵۶]
2. در اوایل انقلاب ۱۳۵۷، برخی از اسلام‌گرایان تصمیم گرفتند که آثار باستانی زرتشتی همچون: بناهای تاریخی پاسارگاد و پرسپولیس-که از نمادهای هویت ملی ایرانیان هستند-به عنوان آثار و نشانه‌های کفر ویران کنند؛ ولی برخی، مانع شدند.[۱۲]
3. در سال ۱۳۹۲ یکی از مراکز زرتشتیان ایران به نام «بنیاد فرهنگی جمشید» تعطیل شد.[۴۳]

### روش‌های سرکوبگرانه دیگر
«در مجلس [شورای اسلامی] لایحه‌ای تهیه کردم؛ گفتم تبصره‌ای زیر این ماده بنویسید که حداقل، ادیان شناخته‌شده در قانون اساسی کافر نیستند؛ اما ننوشتند؛ این [ننوشتن] یعنی ما را کافر می‌دانند… [و] شهروند درجه یک نیستیم حتی شهروند درجه دو و سه هم نیستیم.» گفتاری از کوروش نیکنام، موبد زرتشتی و نماینده پیشین ایرانیان زرتشتی در مجلس

1. تهدید و تحقیر و آزار پیروان کیش مزدیسنا؛[۱۲]
2. توهین به دین؛ از جمله: وزارت فرهنگ و ارشاد اسلامی فیلمی را تأیید کرد که در آن، نشان فروهر-که از نشان‌های مقدس کیش زردشتی است-بر روی لباس یک تبهکار، دوخته شده‌بود.[۲] همچنین برخی از مسلمانان انقلابی با وارد به آتشکده زرتشتیان تهران، تصویر خمینی را به جای تصویر زرتشت قرار دادند.[۱۲]
3. در یک همایش اسلامی در خرمشهر نیز از دین زرتشتی به عنوان «فرقه ضاله» نام برده شد که باعث آزرده شدن زرتشتیان شد.[۵۷]
4. بر پایه برخی احکام اسلامی، گواهی (شهادت) زرتشتیان (مانند اسلام‌ناباوران دیگر) در دادگاه‌ها پذیرفته نمی‌شود.[۵۴]
5. بر اثر واکنش‌های مسلمانان شاغل در اداره‌های حکومتی-که به تحریک روحانیان حاکم انجام می‌شد-بسیاری از زرتشتیان اخراج شده یا ناگریز به استعفا شدند.
6. افزایش آزارها و مشکلاتی در مدرسه‌های زرتشتی؛ از جمله، اجبار به برگزاری دوره‌های آموزش قرآن.
7. «نجس» دانستن زرتشتیان و در پی آن، پدید آمدن دشواری‌هایی در زندگی اجتماعی زرتشتیان.[۱۲]
8. به گفته نماینده پیشین زرتشتیان در مجلس یعنی کوروش نیکنام برگزاری جشن‌ها و آیین‌های زرتشتی بدون گرفتن مجوز از سوی اداره اماکن نیروی انتظامی، وزارت کشور یا فرهنگ و ارشاد اسلامی ممنوع است.
9. همان گونه که حکومت از زرتشتیان تعهد می‌گیرد که غیر زرتشتیان را به جمع خود، از جمله، در جشن عروسی، جشن سده و مهرگان...[۱] راه ندهند.
10. تبعیض در پذیرش سرپرستی کودکان؛ غیر مسلمانان اجازه ندارند کودکان مسلمان را به فرزندی بپذیرند.[۵۳]
11. محروم شدن مسلمان از ارث در صورت زرتشتی شدن.[۵۳]
12. ممنوع بودن گاه‌شماری و نمادهای بهی (از جمله، فروهر).[۱]
13. محروم بودن زرتشتیان از دیه[۳۳]و حق قصاص در صورت کشته شدن به دست مسلمانان.[۵۳][۱۴]
14. مجبور شدن زنان زرتشتی به مسلمان شدن برای ازدواج با مردان مسلمان.
15. نصب دوربین‌های امنیتی نزدیک در ورودی آتشکده‌ها و انجمن‌های زرتشتی و کنترل همیشگی آن‌ها.[۱]
16. تبلیغات (فریبنده) جمهوری اسلامی برای نشان دادن وجود دموکراسی برای زرتشتیان در ایران.
17. اجباری بودن حجاب اسلامی برای بانوان زرتشتی.[۵۳]

## اعتراضات
1. حکومت جمهوری اسلامی ایران تا کنون بارها از سوی سازمان‌های حقوق بشری به دلیل پایمال کردن حقوق اقلیت‌ها محکوم شده‌است.[۵۸]
2. بر پایه گزارش خبرگزاری «هرانا»، نماینده پیشین زرتشتیان در مجلس شورای اسلامی[۵۹] در نامه‌ای در خطاب به علی شمخانی، دبیر شورای عالی امنیت ملی، به سخنان ناروا بر ضد زرتشتیان و جشن سده اعتراض کرده و آن را تفرقه‌افکنانه، غیرقانونی و غیراخلاقی دانست.[۶۰] وی همچنین در سال ۲۰۰۹ میلادی در اعتراض به توهین به نشانه‌های دین زرتشتی به برخی از مسئولان جمهوری اسلامی نامه نوشت.[۲]
3. «کاته وفاداری»[۶۱] در آذر ۱۳۹۵ و در نامه‌ای خطاب به خامنه‌ای نوشت که برادر (کارن وفاداری) و همسر برادرش افزون بر جریمه نقدی، خانه، اموال و خودروهایشان نیز مصادره شده‌است و حکومت در قبال آزادی برادر (و همسر برادرش توسط سازمان اطلاعات سپاه[۶۲]) از آن‌ها پول درخواست کرده و برای این اخاذی، آن‌ها را تحت فشار قرار داده‌است.[۴۲]
4. برخی به مسئله ممنوعیت اشتغال اقلیت‌های دینی (از جمله، زرتشتی) در مهدکودک‌های ایران انتقاد کردند.[۶۳]
5. نماینده زرتشتیان در مجلس در نامه‌ای به رئیس وقت مجلس، علی لاریجانی جلوگیری از ورود نماینده منتخب زرتشتی (سپنتا نیکنام) به شورای شهر را خلاف قانون اساسی دانست.[۶۴]
6. نمایندگان زرتشتیان ایران، خواستار اصلاحات قانونی برای رفع تبعیض‌ها بر ضد زرتشتی‌ها شدند.[۴۵]
7. در مهر ۱۳۹۵، نماینده زرتشتیان در مجلس در نامه‌ای، به نماینده مجلس خبرگان رهبری، امام جمعه و نماینده ولی فقیه در استان اصفهان به دلیل «دوگانه‌پرست خواندن» زرتشتیان اعتراض کرد و نیز یادآور شد که همان گونه که آمدن نام شیطان در اسلام به معنای اعتقاد به خدای بدی‌ها نیست، تکرار واژه اهریمن در دین زرتشت هم چنین نیست.[۶۵]
8. مصباح یزدی سخنانی بر ضد دین زرتشتی گفت که جامعه زرتشتیان ایران را آزرد؛ به همین دلیل نماینده ایرانیان زرتشتی در اسفند ۱۳۹۱ و در نامه‌ای به دفتر مصباح، انتقاد خود و جامعه زرتشتیان ایران را ابراز کرد. او در این نامه نوشت: «منسوب کردن پدران خود، به آتش‌پرستی، موجب آزردگی ایرانیان شده؛ چرا که بر هیچ‌کس پوشیده نیست که ایرانیان در درازنای تاریخ، هماره یکتاپرست و پرستنده خداوند یکتا بوده‌اند.»[۱۲]

## سرکوبگران
1. ولی فقیه (سید روح‌الله خمینی[۲])
2. وزارت اطلاعات[۱۶][۴۵]
3. محمدتقی مصباح یزدی[۱۲]

## زرتشتیان از دید اسلام و فقیهان
زرتشتیان از دید اسلام نجس هستند.
فتوای برخی از مراجع تقلید دربارهٔ پاک یا نجس بودن زرتشتیان:
1. محمدتقی بهجت در پاسخ به پرسش دربارهٔ حکم اسلام را راجع به زرتشتیان، مسیحیان و یهودیان فتوا داده‌است: «همه کافر بوده و نجس هستند.»[۶۶]

## پرستشگاه‌ها و مراکز زرتشتیان
1. آتشکده
2. انجمن زرتشتیان تهران

## آمار
به گفته موبد زرتشتی، کوروش نیکنام، جمعیت شهروندان زرتشتی در سال ۱۳۵۷ بیش از ۶۰ هزار نفر بوده که بعدها به ۲۰ هزار نفر کاهش یافته‌است. چند چیز، از جمله، بیکاری، محرومیت شغلی، محدودیت آزادی، تبعیض‌های قانونی، نقش مهمی بر رشد منفی جمعیت اقلیت‌ها دارد.
در دورهٔ جمهوری اسلامی، شمار چشمگیری از زرتشتیان ایران، از جمله، نوکیشان زرتشتی-که برخی، آمار مسلمانان زرتشتی‌شده را تا ۳ میلیون برآورده کرده‌اند-مجبور به مهاجرت به خارج از کشور شده‌اند.